# 宗念寺 (葛飾区)
宗念寺（そうねんじ）は、東京都葛飾区にある真宗大谷派の寺院。

## 歴史
1628年（寛永5年）、信全敬西によって開山された。その後1648年（慶安元年）の検地で免税が認められ、1655年（明暦元年）に「宗念寺」の寺号が本山より与えられた。
その後、一時寺運衰微し、9世住職成山のときに中興、明治維新時の廃仏毀釈でまた無住（住職不在）となったが、1876年（明治9年）に再興されて現在に至っている。
墓地には、細田村の名主で、品川台場築造に従事した杉浦与右衛門の墓がある。

## 交通アクセス
- 京成高砂駅より徒歩13分（経路案内）。